# El Ocotal, Hidalgo
El Ocotal är en ort i Mexiko.   Den ligger i kommunen Huehuetla och delstaten Hidalgo, i den sydöstra delen av landet, 150 km nordost om huvudstaden Mexico City. El Ocotal ligger 1 137 meter över havet och antalet invånare är 642.
Terrängen runt El Ocotal är bergig åt sydväst, men åt nordost är den kuperad. Runt El Ocotal är det ganska tätbefolkat, med 192 invånare per kvadratkilometer. Närmaste större samhälle är Huehuetla, 7,1 km norr om El Ocotal. Omgivningarna runt El Ocotal är en mosaik av jordbruksmark och naturlig växtlighet.